# ヒューナスの滝
ヒューナスの滝（英語: Hunnas Falls）はスリランカの中部州エルカドゥワにある滝。州都キャンディからは北に26kmほどの位置となる。
ヒューナスギリア山中にある高さ60メートルの滝である。付近に高級ホテルヒューナス・フォールズ・ホテルが建っている。